# Жилга
Жилга (каз. Жылға) — село в Сарыагашском районе Туркестанской области Казахстана. Административный центр Жылгинского сельского округа. Код КАТО — 515463100. Расположен в 35 км от районного центра — г. Сарыагаш. Основан в 1947 году.

## Население
В 1999 году население села составляло 3767 человек (1887 мужчин и 1880 женщин). По данным переписи 2009 года, в селе проживало 4196 человек (2112 мужчин и 2084 женщины).